# Provincia de Antabamba
La provincia de Antabamba es una de las siete que conforman el departamento de Apurímac, en los Andes del sur del Perú.
Limita al norte con las provincias de Abancay, Grau y Grau (departamento de Apurímac); al sur con los departamentos de Arequipa y Ayacucho; al este con el departamento de Cusco y al oeste con la provincia de Aymaraes (departamento de Apurímac).
Es una de las provincias menos desarrolladas del departamento. La presencia activa del Estado u otras entidades es escasa.

## División administrativa
La provincia tiene una extensión de 3219km² y se divide en 7 distritos:
| Distritos de la provincia de Antabamba | Distritos de la provincia de Antabamba | Distritos de la provincia de Antabamba | Distritos de la provincia de Antabamba | Distritos de la provincia de Antabamba | Distritos de la provincia de Antabamba | Distritos de la provincia de Antabamba |
| Ubigeo                                 | Distrito                               | Capital                                | Superficie km²                         | Población 2015                         | Altitud media m s. n. m.               |                                        |
| -------------------------------------- | -------------------------------------- | -------------------------------------- | -------------------------------------- | -------------------------------------- | -------------------------------------- | -------------------------------------- |
| 030301                                 | Antabamba                              | Antabamba                              | 603,76                                 | 3164                                   | 3637                                   |                                        |
| 030302                                 | El Oro                                 | Ayahuay                                | 68,81                                  | 552                                    | 3266                                   |                                        |
| 030303                                 | Huaquirca                              | Huaquirca                              | 337,6                                  | 2066                                   | 3493                                   |                                        |
| 030304                                 | Juan Espinoza Medrano                  | Mollebamba (Antabamba)                 | 623,22                                 | 2066                                   | 3296                                   |                                        |
| 030305                                 | Oropesa                                | Oropesa                                | 1180,12                                | 3110                                   | 3320                                   |                                        |
| 030306                                 | Pachaconas                             | Huancaray                              | 226,73                                 | 1286                                   | 3429                                   |                                        |
| 030307                                 | Sabaino                                | Sabaino                                | 178,77                                 | 1648                                   | 3428                                   |                                        |

## Población
Antabamba tiene una población de 11 429 habitantes lo que representa un decrecimiento promedio anual de -0.79% anual sobre la base de los 11 861 habitantes registrados en el censo anterior.
| Gráfica de evolución demográfica de Antabamba entre 1993 y 2022 |
|                                                                 |
| Fuente: Instituto Nacional de Estadística e Informática, Perú   |

## Capital
La capital de esta provincia es la ciudad de Antabamba, que se encuentra a 3300msnm.

## Festividades
La provincia de Antabamba cuenta con una fiesta llamada Huaylia (aleluya). El motivo de esta fiesta anual es la celebración del nacimiento del Niño Jesús.